# Чеховский (Гурзуф)
Чеховский (также корпус № 3, ранее гостиница № 4) — один из корпусов санатория «Гурзуфский» в Гурзуфе, построенный в 1890 году по проекту архитектора П. К Теребенёва для владельца гурзуфского имения Петра Ионовича Губонина, как здание комплекса дач-гостиниц, известного, как Гостиницы Губонина. Памятник градостроительства и архитектуры федерального значения России, согласно законодательству Украины — памятник культурного наследия.
Во времена П. И. Губонина здание носило название гостиница № 4, после революции, в составе военного санатория изменённое на корпус № 3, а в 1990-х годах «по непонятным причинам» получило наименование «Чеховский».

## Описание
Гостиница расположена в северной части санатория, к западу от корпуса Пушкинский. Включала изначально 19 номеров, по другим данным 20 номеров. По современным обмерам общая площадь 519,5 м², размерами по фасаду 10.5 м на 21.7 м, высота до карниза 13.4 м. Построена по проекту и под руководством ялтинского городского архитектора Платона Константиновича Теребенёва, с использованием разных архитектурных объёмов, комбинирующих элементы модерна и стиля «ориент». Завершение строительства относят либо к 1889 году, либо к 1890 году.
Изначально сооружение носило название Гостиница № 4. По описанию 1900 года — гостиница «каменная, крытая железом, 2 этажа, балконы, карниз тёсовый резной, 20 номеров». Ориентировочно в первой половине XX века был надстроен третий этаж. Стоящее на крутом горном склоне по оси север-юг здание с южной стороны трехэтажное. Наружные стены построены из колотого серого мраморовидного гаспринского известняка, с тщательной притёской швов и чередующимися декоративными кирпичными поясами. Крыша здания четырёхскатная вальмовая на деревянных стропилах, в которой сделаны слуховые прямоугольные окна с полукруглыми завершениями. По деревянной обрешётке уложена металлическая фальцевая кровля. Деревянные подзоры обрамлены прорезным узором. Фасады гостиницы горизонтально разделены межэтажными антисейсмическими поясами. Оконные и дверные проёмы обрамлены клинчатыми каменными наличниками с замковым камнем и покрыты окрашенной штукатуркой с чередованием белых плоских и серых участков с имитацией кирпичной кладки. Окна изначально были деревянные (из « твёрдых пород»), в одну, две, три и четыре створки с фрамугой (в настоящее время, многие, как пришедшие в негодность, заменены на металлопластиковые). Наружные двери, деревянные, остеклённые, одностворчатые и двустворчатые, с фрамугами, а также металлические распашные (некоторые также заменены на металлопластиковые). Окна между балконами были обрамлены фигурными наличниками, окончательное декоративное оформление дверей и окон сложилось после ремонта в первой половине XX века. На главном фасаде стены вертикально акцентированы сильно выступающими ризалитами, на боковых и задней стенах ризалиты сделаны более плоскими. Внутри корпуса в южной части расположена многомаршевая лестница с железобетонными ступенями (перестройка XX века), металлические стойки ограждения круглого сечения с деревянным заполнением и деревянными перилами. Потолки в некоторых помещениях и лестничные площадки при поздних ремонтах покрыли альфрейной росписью.

## История
Считается, что проект и строительство осуществлял ялтинский городской архитектор П. К. Теребенёв, закончив работы в 1890 году. Двухэтажная и «очень уютная» гостиница, меньшая, чем две первые включала всего 19 номеров. В отличие от других, здесь в каждом номере имелись балконы. Замысел строительства такого корпуса, похожего на богатые частные дачи, воплощал идею Петра Губонина дать доступ в Гурзуф не только состоятельным, но и людям с ограниченными денежными средствами. Декор балконов был более скромный, поскольку здание расположено в глубине парка из окон не видно море или главная площадь курорта. Видимо, всё это отразилось на ценах: стоимость проживания составляла от 1 до 3 рублей в сутки. Наибольшими цены были в период с 1 августа по 10 ноября, колеблясь в зависимости от размера комнат, богатства отделки и более или менее красивого вида с балкона. По сведениям В. А. Щепетова, приведённым в книге «Гурзуф на Южном берегу Крыма и его лечебные средства» 1890 год, вне высокого периода август — октябрь цена падала примерно на 40 %, до 70 копеек в сутки за маленький номер. При съёме на месяц делалась скидка. В зимние месяцы (ноябрь — апрель) предоставлялся полный пансион с существенной скидкой. В посвящённых курорту изданиях особо отмечалась возможность принимать морские и пресные ванны и, как новинку Гурзуфа: «Номера сдаются с постельным бельем, которое меняется раз в неделю. За лишнюю смену белья взимается 50 коп. с кровати». Предполагается, что именно в этой уединённой гостинице могли селиться творческие люди, гостившие на курорте: А. П. Чехов, И. А. Бунин , В. В. Маяковский, М. Н. Ермолова, М. Г. Савина. В 1910-х годах бала произведена реконструкция здания — был надстроен 3 этаж, а главный вход перенесли в центр южного фасада, также поменялся деревянный декор балконов.
После окончательного установления в Крыму Советской власти в ноябре 1920 года, в гостинице № 7 размещались части 462-го Советского пехотного полка. После перевода полка в Симферополь был произведён осмотр помещений и составлена опись ущерба, который оказался весьма значительным — ремонтные работы продолжались 1,5 года и летом 1922 года была открыта Военно-курортная станция для красных командиров. Название «Гостиница № 4» было заменено на «Корпус № 3». С переходом под юрисдикцию Украины в 1991 году получило наименование «Чеховский» санатория «Гурзуфский», с 2014 года — под тем же названием в составе санатория «Гурзуфский» Управления делами Президента РФ, филиал ФГБУ «Детский медицинский центр» Управления делами Президента России. На 2023 год в корпусе 30 мест: один 2-х местный номер (дабл, твин), один однокомнатный одноместный номер и одно и двух комнатные номера все категории «Стандарт».
Приказом Государственного комитета по охране культурного наследия Республики Крым № 121 от 30 июня 2016 года утверждено охранное обязательство памятника градостроительства и архитектуры федерального значения России.